# Контрада Сан Марко (Агриђенто)
Контрада Сан Марко је насеље у Италији у округу Агриђенто, региону Сицилија.
Према процени из 2011. у насељу је живело 365 становника. Насеље се налази на надморској висини од 49 м.